# Racing Destruction Set
Racing Destruction Set est un jeu vidéo de course créé par Rick Koenig et publié par Electronic Arts en 1985 sur Commodore 64 et Atari 8-bit. Il peut se jouer seul contre l’ordinateur ou à deux en écran divisé sur un des cinquante circuits et avec un des dix véhicules inclus dans le jeu. Dans les deux cas, des options permettent au joueur de personnaliser les paramètres de la course comme le nombre de tour ou le niveau de difficulté (qui influe sur la vitesse maximale et la résistance des véhicules). Il permet également au joueur de créer ses propres circuits de course et de personnaliser certaines caractéristiques des véhicules. Pour les véhicules, il peut par exemple modifier leur masse ou leur ajouter des armes ou du blindage. Pour créer un circuit, il doit assembler des portions de routes (virage, ligne droite, rampe…) dont il peut modifier les caractéristiques. Il peut également modifier les caractéristiques du terrain et faire varier la gravité,,.

## Accueil
| Racing Destruction Set |      |       |
| Média                  | Pays | Notes |
| Zzap!64                | GB   | 95 %  |